# Kozlov (Žďár nad Sázavou)
Kozlov é uma comuna checa localizada na região de Vysočina, distrito de Žďár nad Sázavou.